# René Vanderheeren
René Vanderheeren (1913-1997) was burgemeester van Wontergem van 1947 tot 1976.
Vanderheeren was de laatste burgemeester van de zelfstandige gemeente Wontergem, op 1 januari 1977 werd Wontergem een deelgemeente van Deinze. Zijn grootste en voor hem belangrijkste verwezenlijking was het kerkhof van Wontergem waar iedereen - begoed of minder begoed - op eenzelfde manier begraven kon worden.
Vanderheeren was getrouwd en had twee kinderen.